# ロバート・アイアノッティ
ロバート・アイアノッティ（Robert Iannotti、1933年1月14日 - 2023年7月2日）は、アメリカの騎手。中央競馬初の外国人騎手である。

## 来歴
1933年、ロードアイランド州でイタリア移民の子として生まれる。1949年、フロリダ州タンパダウンズ競馬場で騎手デビュー。4年間で414勝を挙げた。
その後、アメリカ第五騎兵連隊の兵士として徴兵され、進駐軍として日本に駐留。日常会話程度の日本語を身に付けた。
除隊が近づくと日本で騎乗できないかと考え、矢野幸夫調教師に相談。1954年11月から調教や厩舎作業を行った。
1955年1月、5人の馬主が身元引受人となり騎手免許試験を受験。同年3月1日、中央競馬初の外国人騎手として騎手免許が交付された。
同年3月5日、東京競馬場第1競走、タジマオーに騎乗し日本での初騎乗初勝利。同年10月22日の騎乗を最後に帰国した。通算22戦1勝。
2023年7月2日、病院にて死去。90歳没。